# بريان فاندبورج
بريان فاندبورج (بالدنماركية: Brian Vandborg)‏ مواليد 4 ديسمبر 1981 في الدنمارك، هو دراج دانمركي سابق في صنف سباق الدراجات على الطريق. سبق أن شارك في دورة الألعاب الأولمبية الصيفية.

## وصلات خارجية
- الموقع الرسمي

## روابط خارجية
- بريان فاندبورج على موقع الاتحاد الدولي للدراجات (الإنجليزية)
- بريان فاندبورج على موقع أرشيف الدراجات (الإنجليزية)
- بريان فاندبورج على موقع إحصائيات الدراجات الإحترافية (الإنجليزية)
- بريان فاندبورج على موقع نسبة الدراجات (الإنجليزية)
- بريان فاندبورج على موقع CycleBase (الإنجليزية)
- بريان فاندبورج على موقع اللجنة الأولمبية الدولية (الإنجليزية)
- بريان فاندبورج على موقع أوليمبيديا (الإنجليزية)